# Echidna (genere)
Il genere Echidna comprende 11 specie di pesci ossei d'acqua salata appartenenti alla famiglia Muraenidae. Le specie appartenenti a questo genere prendono il nome volgare di "murene stellate"

## Descrizione
Queste specie presentano un corpo anguilliforme, muscoloso e allungato, poco compressa ai fianchi, con testa allungata, ampia apertura boccale dotata di piccoli denti appuntiti. La pinna dorsale è nastriforme, ricoperta da un lembo di pelle, e corre lungo tutto il dorso, formando la pinna caudale grazie all'unione con la pinna anale. 

## Specie
- Echidna amblyodon (Bleeker, 1856)
- Echidna catenata (Bloch, 1795)
- Echidna delicatula (Kaup, 1856)
- Echidna leucotaenia Schultz, 1943
- Echidna nebulosa (Ahl, 1789)
- Echidna nocturna (Cope, 1872)
- Echidna peli (Kaup, 1856)
- Echidna polyzona (Richardson, 1845)
- Echidna rhodochilus Bleeker, 1863
- Echidna unicolor Schultz in Schultz, Herald, Lachner, Welander & Woods, 1953
- Echidna xanthospilos (Bleeker, 1859)